# 小川原脩
小川原脩（おがわら しゅう、1911年1月21日～2002年8月29日）は日本の画家。北海道虻田郡倶知安町出身。

## 経歴
旧制中学（現・北海道倶知安高等学校）で油彩を始める。東京美術学校（現・東京藝術大学）西洋画科に入学。在学中に「納屋」（1933年）が帝展に入選。卒業後、福沢一郎らと出会い前衛的な美術団体「エコール・ド・東京」「創紀美術協会」「美術文化協会」などの結成に参加。シュルレアリスム絵画への道を歩んだが、軍の規制が厳しくなり断念。その後、軍の命令により戦争記録画を制作。戦後は郷里・倶知安に戻り、岩船修三、木田金次郎らと「全道美術協会（全道展）」の創立に参加。1958年、野本醇、因藤壽、穂井田日出麿らと「麓彩会」を創立。1975年、北海道文化賞受賞。1994年、北海道開発功労賞受賞。この年、小川原脩画集（共同文化社）を出版。戦後、倶知安町に定住してから半世紀以上、新たな造形の可能性を求め続けたが、とりわけ70歳を目前にして訪れた中国、チベット、インドでの体験を契機として創作の新境地を拓いている。

## 年譜
- 1911年（明治44年）　1月21日、虻田郡倶知安村（現在の倶知安町）に、父小川原政信、母光子の5人兄弟の長男として生まれる。父は、戦後衆議院議員となる。
- 1924年（大正13年）　倶知安中学校（現・倶知安高等学校）2年の時、自宅謹慎の処分中に友人から道具一式を送られ油絵を描き始める。
- 1925年（大正15年）　絵画教師白井幸三郎の指導の下、西村計雄たちとともに絵画グループ「緑会」を結成する。
- 1927年（昭和2年）　札幌中島公園農業館で開催された「日仏現代美術展札幌巡回展」を見る。
- 1929年（昭和4年）　札幌中島公園農業館で開催された「第4回1930年協会洋画展」を見る。東京美術学校（現・東京藝術大学）を受験するも不合格。秋に上京、川端画学校で学ぶ。
- 1930年（昭和5年）　東京美術学校西洋画科に入学、長原孝太郎の指導を受ける。倶知安町で個展開催。
- 1932年（昭和7年）　和田英作、次いで南薫造の教えを受ける。同級生と作った絵画グループ「丹包社」を結成。東京府美術館で開催された「巴里・東京振興美術同盟展」を見る。
- 1933年（昭和8）年 　東光会第1回展入選。第9回道展でフローレンス賞受賞。第14回帝展に『納屋』入選。
- 1934年（昭和9年）　東光会第2回展でＫ氏奨励賞を受賞。道展の会友となる。
- 1935年（昭和10年）　東京美術学校を卒業。中央美術賞受賞。
- 1936年（昭和11年）　福沢一郎のアトリエを訪ね、結成間もない「エコール・ド・東京」への参加を勧められる。また福沢を通じて、麻生三郎、寺田政明、吉井正らと知り合う。さらに、瀧口修造らの「アヴァン・ギャルド芸術家クラブ」の結成にも参加。参加者たちが集まる喫茶店「武蔵野茶房」にも出入りするようになる。
- 1937年（昭和12年）　「エコール・ド・東京」展の会場で瀧口修造と知り合いとなる。独立展入選。長谷川三郎のアトリエを訪ねる。個展（銀座・資生堂ギャラリー）開催。
- 1938年（昭和13年）　「創記美術協会」の結成に参加。個展（札幌・三越ホール）開催。
- 1939年（昭和14年）「美術文化協会」および「新浪漫派協会」の結成に参加。個展（銀座・資生堂ギャラリー）開催。
- 1940年（昭和15年）　応召、旭川で教練を受けた後、帰京。「紀元二千六百年奉祝美術文化秋季展」に3点出品。
- 1941年（昭和16年）　召集令状を受け、警察署に拘留中の福沢一郎と面会。旭川第7師団に入隊後、中国東北地方（旧満州）へ出征。
- 1942年（昭和17年）　右肺せんカタルと診断され、旭川の陸軍病院へ転送、間もなく召集解除される。
- 1943年（昭和18年）　「決戦美術展」で陸軍大臣賞受賞。枡潟ユキと結婚。
- 1944年（昭和19年）　「陸軍美術展」に出品。大東亜戦争陸軍作戦記録画「成都爆撃」の制作委嘱を受け、武漢、岳陽、長沙、衝陽を取材する。
- 1945年（昭和20年）　東京大空襲の後、家族を倶知安に疎開させる。「戦争記録画展」に出品。倶知安に疎開して間もなく、終戦を迎える。間宮勇、木田金次郎らと「後志美術協会」を結成（後に因藤壽も参加）。岩船修三に誘われ「全道美術協会（全道展）」の創立に参加。
- 1947年（昭和22年）　美術文化協会を脱退。
- 1949年（昭和24年）　北海道学芸大学にて非常勤講師を務める（後には、同札幌分校、同岩見沢分校、藤女子大学などでも同様）。
- 1953年（昭和28年）　個展（銀座・資生堂ギャラリー、札幌・大丸ギャラリー）開催。
- 1954年（昭和29年）　北海道在住の東京美術学校卒業生および関係者により結成された「北美会」に参加。個展（小樽・丸井）開催。
- 1958年（昭和33年）　「北海道博美術館」（札幌「豊平館」）に出品。
- 1959年（昭和34年）　倶知安ゆかりの美術家によるグループ「麓彩会」結成。
- 1963年（昭和38年）　北海道大学工学部建築工学科の非常勤講師を務める（～81年）。
- 1965年（昭和40年）　個展（岩内町公民館、北海道拓殖銀行倶知安支店）開催。
- 1967年（昭和42年）　個展（資生堂ギャラリー）開催。
- 1968年（昭和43年）　個展（札幌大丸第2ギャラリー）開催。
- 1971年（昭和46年）　Ｖ自選展「画業40年の曲折の中から」（札幌「今井」および「札幌時計台文化会館」の2会場）で計147点を出品。
- 1972年（昭和47年）　個展（日本橋・柳屋画廊、札幌時計台文化会館）開催。
- 1973年（昭和48年）　個展「動物素描展」（札幌時計台文化会館）開催。
- 1974年（昭和49年）　個展（銀座・文藝春秋画廊、札幌時計台文化会館）開催。「昭和の洋画－戦前の動向」展（京都市美術館）に2点出品される。「第1回札幌時計台文化会館美術大賞招待展」に出品かつ選考委員。倶知安町文化福祉センター落成を記念し、回顧展「画業45年〈1930→1974〉のなかから」を開催。油彩120点ほかを出品。
- 1975年（昭和50年）　個展（札幌時計台ギャラリー）開催。北海道文化賞受賞。「第2回札幌時計台文化会館美術大賞招待展」出品かつ招待者選考委員および大賞選考委員。
- 1976年（昭和51年）　個展（銀座・文藝春秋画廊、札幌時計台文化会館）開催。「第3回札幌時計台文化会館美術大賞招待展」に出品。
- 1977年（昭和52年）　「現代美術のパイオニア展」（東京セントラル美術館）に出品される。個展（札幌時計台ギャラリー）開催。
- 1978年（昭和53年）　「第1回北海道美術展」（北海道立近代美術館）へ特別出品および作品選定委員。個展（銀座・文藝春秋画廊、札幌時計台ギャラリー）開催。
- 1979年（昭和54年）　2週間にわたり、中国南部の桂林へ取材旅行。「第２回北海道美術展」（道立近代美術館）へ特別出品および作品選定委員。個展（札幌時計台ギャラリー）開催。
- 1980年（昭和55年）　中国南部の桂林および広州を取材旅行。個展（銀座・文藝春秋ギャラリー、札幌時計台ギャラリー、倶知安町・北海堂ギャラリー）開催。
- 1981年（昭和56年）　倶知安町開基90周年記念として「小川原脩展」開催される。2週間にわたり、チベットへ取材旅行。個展（札幌時計台ギャラリー、倶知安町・北海堂ギャラリー）開催。
- 1982年（昭和57年）　2週間にわたり、チベットへ取材旅行。個展（銀座・文藝春秋ギャラリー、札幌時計台ギャラリー、倶知安町・北海堂ギャラリー）開催。
- 1983年（昭和58年）　「北海道の美術」展（カナダ・アルバータ州巡回。主催：道立近代美術館ほか）に出品される。2週間にわたり、インドのラダック地方へ取材旅行。個展（札幌時計台ギャラリー、倶知安町・北海堂ギャラリー）開催。
- 1984年（昭和59年）　個展（札幌時計台ギャラリー、倶知安町・北海堂ギャラリー）開催。
- 1985年（昭和60年）　「東京モンパルナスとシュールレアリスム展」（板橋区立美術館））に『ヴィナス』『カーネーション』『男と白鳥』の3点出品される。個展（銀座・文藝春秋ギャラリー、札幌時計台ギャラリー）開催。
- 1986年（昭和61年）　2週間にわたり、インドのアジャンダ石窟寺院へ取材旅行。個展（札幌時計台ギャラリー、函館・ギャラリー照光館）開催。
- 1987年（昭和62年）　個展（札幌時計台ギャラリー）開催。
- 1988年（昭和63年）　個展「小川原脩展　対話・沈黙－遥かなるイマージュ」（北海道立近代美術館、東京セントラル美術館）が開催される。個展（札幌時計台ギャラリー）開催。
- 1989年（平成元年）　北海道新聞文化賞および文部大臣褒章受賞。個展（札幌時計台ギャラリー）開催。
- 1990年（平成2年）　個展（札幌時計台ギャラリー）開催。「日本のシュールレアリスム展」（名古屋市美術館）に『ヴィナス』を出品。
- 1991年（平成3年）　個展（倶知安町文化福祉センター、札幌時計台ギャラリー）開催。
- 1992年（平成4年）　個展（東京セントラル絵画館、倶知安町文化福祉センター、札幌時計台ギャラリー）開催。
- 1993年（平成5年）　個展（倶知安町文化福祉センター）開催。
- 1994年（平成6年）　北海道開発功労賞受賞。「小川原脩画集」出版。個展（札幌時計台ギャラリー）開催。
- 1995年（平成7年）　個展（札幌時計台ギャラリー、倶知安町総合体育館）開催。
- 1996年（平成8年）　個展（札幌時計台ギャラリー）開催。
- 1997年（平成9年）　個展（札幌時計台ギャラリー）開催。
- 1998年（平成10年）　個展（札幌時計台ギャラリー）開催。
- 1999年（平成11年）　小川原脩記念美術館落成。
- 2002年（平成14年）　8月29日、多臓器不全のため死去。